# Тёрнер и Хуч
«Тёрнер и Хуч» (англ. Turner & Hooch) — американский художественный фильм 1989 года, поставленный режиссёром Роджером Споттисвудом.

## Сюжет
Полицейский детектив Скотт Тёрнер расследует убийство. Единственным свидетелем преступления оказывается пёс по кличке Хуч. Тёрнер забирает пса домой и узнает, что характер животного прямо противоположен его собственному: Хуч не может усидеть на месте и переворачивает размеренную и скучную жизнь педантичного детектива с ног на голову. С другой стороны, он знакомит Тёрнера с девушкой, помогает в расследовании и учит по-другому смотреть на жизнь.
- Том Хэнкс — Скотт Тёрнер
- Бизли — Хуч
- Мэр Уиннингэм — доктор Эмили Карсон
- Крейг Нельсон — шеф полиции Говард Хайд
- Реджинальд ВелДжонсон — детектив Дэвид Саттон
- Джимм Бивер — директор завода
- Дженнифер Драган — Кристин Харпер

## Сериал
В 2021 году вышел сериал Тёрнер и Хуч. Который является продолжением фильма.